# وورلد باي
مجموعة وورلد باي (المعروفة سابقًا باسم RBS وورلد باي) كانت شركة لمعالجة المدفوعات عبر الإنترنت والهواتف. استحوذت عليها FIS في يوليو 2019 مقابل 43 مليار دولار. وتم إدراجها في بورصة لندن حتى 16 يناير 2018 عندما تم الاستحواذ عليها من قبل Vantiv لتتحول لـ وورلد باي المتحدة.

## التاريخ

### التاريخ المبكر
بدأت وورلد باي كنظام دفع متعدد العملات عبر الإنترنت في عام 1997. قام المؤسس نيك اوجدين  بالشراكة مع بنك ويستمنستر الوطني لتوفير النظم المالية وأندرو بيرش  من Symbiant لتوفير بوابة الدفع للمستخدم النهائي. عندما استحوذ بنك رويال بنك أوف سكوتلاند على بنك ويستمنستر الوطني، تم شراء وورلد باي بالكامل ودمجها مع نظام دفع إلكتروني يسمى ستريم لاين، صدر لأول مرة من قبل شركة Centre-file المحدودة، وهي شركة فرعية مملوكة بالكامل لبنك ويستمنستر الوطني، في عام 1989.

### تاريخ الإدارة
ملكية RBS
في عام 1995، تم استيعاب نظام ستريم لاين في البنك عندما تم بيع الاسم التجاري وخدمة كشوف المرتبات لشركة Center-file ltd إلى Ceridian . تم الاستحواذ على بنك ويستمنستر الوطني في عام 2002 بواسطة رويال بنك أوف سكوتلاند (RBS)  والتي أعادت تسمية RBS وورلد باي التجارية وعينت رون خليفة كرئيس تنفيذي. قام RBS بتوسيع الأعمال بشكل كبير من خلال شراء ودمج عدد من شركات حلول الدفع من مختلف البلدان. على مدار السنوات الخمس المقبلة، تم الاندماج مع سبع علامات تجارية رائدة لحلول البيع بالتجزئة: Streamline ، و Streamline International ، و PaymentTrust ، و Bibit ومقرها هولندا، و RiskGuardian و Lynk ومقرها الولايات المتحدة.
سحب الاستثمارات من RBS
كشرط في تصفية المفوضية الأوروبية في ديسمبر 2009 لمساعدات الدولة لبنك إسكتلندا الملكي، كان من المقرر بيع وورلد باي كجزء من خطة جرد شركات مختارة من المجموعة. في 6 أغسطس 2010، وافقت Advent International و Bain Capital على الاستحواذ على وورلد باي مقابل 2.025 مليار جنيه إسترليني، بما في ذلك مبلغ 200 مليون جنيه استرليني، وتعيين رون خليفة، الذي ترأس سابقًا قسم خدمات المعاملات العالمية مع RBS ، كرئيس تنفيذي. احتفظت مجموعة RBS بحصة 20 ٪ في الشركة المستقلة حديثًا  ، ومع امتلاك Advent International و Bain Capital لحصة 40٪ لكل منهما. اكتمل البيع في 1 ديسمبر 2010.
في نوفمبر 2013، قال رويال بنك أوف سكوتلاند إنه باع حصته المتبقية البالغة حوالي 20 في المائة في وورلد باي لـ Advent International و Bain Capital. أُدرجت الشركة في بورصة لندن من خلال طرح عام أولي (IPO) في أكتوبر 2015. في الاكتتاب العام، حققت شركتي Advent و Bain ربحًا مشتركًا بقيمة 3.2 مليار جنيه إسترليني من استثماراتهم التي امتدت خمس سنوات، حيث باعت نحو 1.2 مليار جنيه استرليني من أسهم الشركة واحتفظت بحصة 2.3 مليار جنيه إسترليني.
استحواذ Vantiv عليها
في يوليو 2017، أعلنت Vantiv عن عزمها على شراء وورلد باي مقابل 10.4 مليار دولار. احتفظ الكيان المشترك باسم «وورلد باي»، ويوجد مقره الرئيسي وهو مدرج في الولايات المتحدة، لكن العمليات الداخلية استمرت في المملكة المتحدة  في أغسطس 2017، أعلنت Vantiv أنها ستستحوذ على وورلد باي. تم الانتهاء من الصفقة في 16 يناير 2018. كان هناك قلق أولي من قبل السياسيين في المملكة المتحدة بشأن ما إذا كان الاندماج نتيجة للانخفاض في قيمة الجنيه منذ عام 2016، وتحويل الأصول البريطانية إلى صفقات للمستثمرين الأجانب. ومع ذلك، وصف نائب رئيس وورلد باي، رون كاليفا، الصفقة بأنها «أاندماج بين طرفين متكافئين»  وأكد أن التوقيت كان مجرد صدفة، حيث أن الشركة «لم تكن مستعدة (للقيام بالصفقة) العام الماضي عندما كان الجنيه كان في موقف مختلف.» 
استحواذ شركة FIS عليها
في مارس 2019، اشترت Fidelity National Information Services (FIS) ، وهي شركة منافسة للدفع مقرها في فلوريدا، وورلد باي في صفقة تبلغ قيمتها 32 مليار جنيه إسترليني.

## الاستحواذ
في 21 ديسمبر 2010، استحوذ قسم وورلد باي في المملكة المتحدة على Cardave ، وهي إحدى منظمات المبيعات المستقلة الرائدة التي توزع خدمات معالجة بطاقات الائتمان والخصم على صغار تجار التجزئة.
في مايو 2011، استحوذت وورلد باي على Envoy Services Limited ، المزود الرائد لحلول الدفع البديلة لتجار التجارة الإلكترونية في جميع أنحاء العالم، مقابل مبلغ لم يكشف عنه.
في يونيو 2013، أطلقت وورلد باي، وورلد باي Zinc ، وهو عبارة عن قارئ بطاقات محمول لمعالجة المدفوعات وهو يتصل بالهواتف الذكية بحيث يمكن للتاجر من وضع بالمبلغ المطلوب ليتم إستكمال عملية الدفع مع العميل بالبطاقة الإئتمانية عبر القارئ (استعراض للجهاز هنا).
في سبتمبر 2013، كشفت وورلد باي أنها استحوذت على شركة Century Payments لمعالجة المدفوعات الأمريكية.
في عام 2014، أعلنت وورلد باي عن اتفاق نهائي للإستحواذ على SecureNet Payment Systems  من شركة الأسهم الخاصة Sterling Partners. تم الانتهاء من عملية الاستحواذ في ديسمبر من ذلك العام. بعد هذا الاستحواذ، أعلنت WorldPay أنها ستنفق 10 ملايين دولار في نقل مقرها الرئيسي في الولايات المتحدة إلى أتلانتا.

## عمليات
قدمت الشركة خدمات الدفع للطلب عبر الإنترنت وتجار التجزئة على الإنترنت، وكذلك معاملات نقاط البيع. يمثل عملائها مزيجًا من تجار التجزئة متعددي الجنسيات ومتعددي القنوات، ومعظمهم من تجار الأعمال الصغيرة. كما قدمت قروضًا للشركات الصغيرة.
في عام 2016، قدمت وورلد باي منصة تكنولوجيا المعلومات الخاصة بها، والتي مكنت الشركة من معالجة المعاملات بأكثر من 20 مرة عن السابق. كان هذا القرار جزءًا من عملية فصل وورلد باي بالكامل عن بنك اسكتلندا الملكي وأنظمتها التكنولوجية.

## روابط خارجية
- الموقع الرسمي